# Кьети (футбольный клуб)
«Кьети» — итальянский футбольный клуб, основанный в Кьети (регион Абруццо) в 1922 году.
Цвета команды — зеленый и черный.

## История клуба
Футбольный клуб «Кьети» был основан в 1922 году как Calcio Chieti с капиталом в 50 центов. Только закончилась Первая мировая война, в футбол пришло далекое эхо успехов Про Верчелли, Новезе, Милана, Интера, Ювентуса, Генуи и так далее. Однажды на Вилле Комунале Никола Де Чезаре поделился с друзьями идеей создания футбольной команды. Он присоединился к другим людям с суммой в 0,50 фунтов стерлингов, заплатил взносы и родился футбольный клуб Рисс. Рисс сыграла в первых нескольких играх против команд центральной армии Чивителлы. Интерес к спорту возрастал. В том же году существовал спортивный клуб Кьети, который в течение многих лет не играл в лигах, поэтому было принято решение о большом подъеме футбольной ассоциации Кьети.
Кьети играл в сезоне 2005/2006 в Серии С1/В, заняв последнее место и, следовательно, перейдя в Серию С2 на следующий сезон. Однако команда была закрыта федерацией из-за финансовых проблем в 2006 году.

## Возрождение клуба
Новый клуб под названием A.S.D. Кьети попросили допустить к игре в Promozione (7-й уровень итальянского футбола). Кьети перешел в Серию D в 2008 году. С сезона 2010-11 SS Chieti Calcio играет во втором дивизионе Lega Pro.
В 2012—2013 годах команда играла на четвертом уровне итальянского футбола, сумев выйти в плей-офф после ничьей в последнем туре против Арсанезе. Нападающим, закрепившим выход команды в плей-офф, стал Массимилиано Барбоне, защитник, арендованный клубом Серии В «Пескара»

## Стадион
Стадион Стадио Гвидо Анджелини был спроектирован в 1969 году и начал функционировать в мае 1970 года на дружеском матче Кьети-Милан, обслуживаемом великим Кончетто Ло Белло, и все это с вместимостью около 11 000 зрителей. В первые 9 лет существования стадион носил название «Марручино».

## Дебют в Серии С и 50-60 года
После нескольких чемпионатов в низших лигах выход в национальную Серию С произошел в сезоне 1940-1941 гг., в группу F, в которую входили Асколи, Молинелла, Фано, Римини, Имолезе, Форли, Самбенедеттезе, Пескара, Терамо, Равенна и Форлимпополи. Тренером был Тоньотти. Группу выиграла Пескара, а команда Theatine ( тогда Кьети назывался так)  заняла шестое место. Лучшим бомбардиром команды стал Ди Луцио с 8 попаданиями. Хорошим сезоном был турнир 1942–1943 годов, в котором Кьети под руководством Атро занял второе место после Форли; Лучшим бомбардиром стал Рота с 26 голами. Поскольку этот турнир был закрыт из-за Второй мировой войны, все чемпионаты были приостановлены. После войны жизнь нормализовалась и в футболе, и Кьети в сезоне 1945-1946 годов был допущен в Серию С, в группу В. Тренером был Моретти. По итогам сезона было четвертое место, а среди зелено-черных цветов лучшим бомбардиром стал Пьетранджели с 16 голами. Сезон 1951–1952 годов завершился понижением; в том сезоне на скамейке запасных Кьети было два тренера, Крочиани и Де Анджелис. Чемпионат выиграл Кальяри; Лучшим бомбардиром команды Theatine стал Роккасекка с 16 голами. В чемпионате 1954-1955 годов крупные национальные газеты прозвали команду «Южным Миланом»: на самом деле Кьети провел 18 полезных игр подряд (серия была прервана только поражением 1: 0 в Фермо в январе). Кьети завершил чемпионат на четвертом месте с 41 очком, а лучшим бомбардиром стал Эспозито. В сезоне 1957-1958 годов, также благодаря 16 голам Перуцци, произошло возвращение в Серию С.
После посредственных турниров началась эпоха Гвидо Анджелини, президента с 1962 по 1977 год, в честь которого впоследствии был назван городской стадион. Руководство нового президента сразу же отметило явное изменение темпа: фактически в сезоне 1963-1964 годов «Кьети» во главе с Доменико Розати коснулись Серии B, заняв второе место после Вигора Трани с отставанием всего на 2 очка. В этом чемпионате поле Кьети, которое в то время все еще было стадионом Чивителла, было дисквалифицировано на семь раундов, так как во время матча между Кьети и Л'Акуилой судья после некоторых решений, оспариваемых болельщиками Theatine, подвергся нападению. Лучшим бомбардиром команды стал Орази с 13 центровыми.
Однако всего через два сезона команда снова вылетела. Это был сезон 1965-1966 годов. Кьети набрал 24 очка, а лучшим бомбардиром стал Спинелли, забивший всего 4 гола. В следующем чемпионате Кьети занял второе место после Бриндизи, но дисциплинарная комиссия расследовала эпизод коррупции со стороны апулийцев, и 9 сентября 1967 года команда была приговорена к штрафу в 15 очков, что вернуло Кьети в Серию С. Лучшим бомбардиром команды стал Аскатиньо с 17 голами, тренером был Кастиньяни.